# Mirassolândia (ort)
Mirassolândia är en ort i Brasilien.   Den ligger i kommunen Mirassolândia och delstaten São Paulo, i den sydöstra delen av landet, 600 km söder om huvudstaden Brasília. Mirassolândia ligger 530 meter över havet och antalet invånare är 4 295.
Terrängen runt Mirassolândia är huvudsakligen platt. Mirassolândia ligger uppe på en höjd. Närmaste större samhälle är Nova Granada, 18,1 km nordost om Mirassolândia.
Omgivningarna runt Mirassolândia är en mosaik av jordbruksmark och naturlig växtlighet. Runt Mirassolândia är det ganska glesbefolkat, med 29 invånare per kvadratkilometer.